# 2,2-二羟甲基丁酸
2,2-二羟甲基丁酸（英語：2,2-bis(hydroxymethyl)alkanoic acid）是一种有机化合物，化学式为C6H12O4。它可由2,2-二羟甲基丁醛和过氧化氢反应制得。在氟化铯催化下，它和全氟碳酸苯酯反应，可以得到5-乙基-2-氧代-1,3-二氧六环-5-甲酸五氟苯酯。